# Ключёвка (Бугурусланский район)
Ключёвка — село в Бугурусланском районе Оренбургской области в составе Михайловского сельсовета.

## География
Находится на расстоянии примерно 11 километров по прямой на северо-восток от центра  города Бугуруслан.

## Население
Население составляло 125 человека в 2002 году (русские 70%), 100 по переписи 2010 года.